# 1722
1722 (MDCCXXII) je bilo navadno leto, ki se je po gregorijanskem koledarju začelo na četrtek, po 11 dni počasnejšem julijanskem koledarju pa na ponedeljek.

## Dogodki
- 5. april - Jakob Roggeveen kot prvi Evropejec pristane na Velikonočnem otoku.

## Rojstva
- 24. februar - John Burgoyne, britanski general († 1792)
- 11. maj - Petrus Camper, nizozemski anatom († 1789)
- 22. september - Francisco Antonio de Lorenzana y Butrón, španski duhovnik, škof in kardinal († 1804)
- 3. december - Grigorij Savic Skovoroda, ukrajinski pesnik in filozof († 1794)
- Baron Carl Gotthelf Hund, nemški plemič in prostozidar († 1776)

## Smrti
- 29. januar - Carl Gustav Rehnskiöld, švedski feldmaršal (* 1651)
- 11. marec - John Toland, anglo-irski filozof (* 1670)
- 20. maj - Sébastien Vaillant, francoski botanik (* 1669)
- 11. december - Simon Karchne, slovenski jezuit, pedagog, filozof in teolog (* 1649)
- Antoine Coypel, francoski slikar (* 1661)
- William Winde, angleški častnik in arhitekt (* 1645)